# Porto-Vecchio
Porto-Vecchio là một xã trong vùng hành chính Corse, thuộc tỉnh Corse-du-Sud, quận Sartène (quận), tổng Porto-Vecchio. Porto-Vecchio nằm trên độ cao trung bình là 40 mét trên mực nước biển, có điểm thấp nhất là 0 m mét và điểm cao nhất là 1.316 m mét. Xã có diện tích 168,65 km², dân số vào thời điểm 1999 là 10326 người; mật độ dân số là 61 người/km².

## Thông tin nhân khẩu
| 1936  | 1946  | 1954  | 1962  | 1968  | 1975  | 1982  | 1990  | 1999   |
| ----- | ----- | ----- | ----- | ----- | ----- | ----- | ----- | ------ |
| 5.304 | 3.339 | 5.091 | 4.494 | 5.148 | 7.510 | 8.095 | 9.307 | 10.326 |